# Svetlana Baskova
Svetlana Baskova (russisk: Светла́на Ю́рьевна Баско́ва) (født 25. maj 1965 i Moskva i Sovjetunionen) er en russisk filminstruktør og manuskriptforfatter.

## Filmografi
- Golova (Голова, 2003)[1][2]